# Kawałek Kulki
Kawałek Kulki (skrótowo KaQ) – polski zespół muzyczny utworzony w 2001 w Gorzowie Wielkopolskim. Twórczość grupy określa się jako łączącą elementy rocka i piosenki poetyckiej oraz jako rock alternatywny.
Pierwszy album studyjny poprzedzony trzema albumami EP grupa wydała w listopadzie 2007. Druga płyta „Noc poza domem/error” ukazała się w kwietniu 2010.

## Historia
Muzycy nie znają dokładnej genezy nazwy zespołu. Błażej Król:

Szczerze mówiąc, sam nie mam pojęcia, dlaczego akurat Kawałek Kulki. Nazwa zespołu powstała spontanicznie, na skutek burzy mózgów. Każdy może sobie teraz dorobić własną historię.

### 2001–2005: Początki
Zespół powstał w 2001 w Wieprzycach, dzielnicy Gorzowa Wielkopolskiego, gdzie obok gitarzysty Błażeja Króla grał Paweł Turłaj, brat Magdaleny. W 2002 oraz w 2003 grupa zwyciężała na przeglądach Miejskiego Centrum Kultury w Gorzowie. W tym samym roku ukazał się pierwszy album EP, Wybucha bomba. 
W 2004 Kawałek Kulki zdobył nagrodę publiczności oraz nagrodę za najlepsze teksty na Gorzowskim Rock Festiwalu. Niedługo później na antenie Radia Zachód zadebiutował utwór „Kolegi tata jest policjantem”, który znalazł się na drugim EP grupy, Wyprawa w poszukiwaniu raf koralowych rzeki Warty z Kawałkiem Kulki w kieszeni, wydanym jesienią 2004. W 2005 ukazała się kolejna płyta EP, Radio Wieprzyce.

### 2007-obecnie:Kawałek Kulki

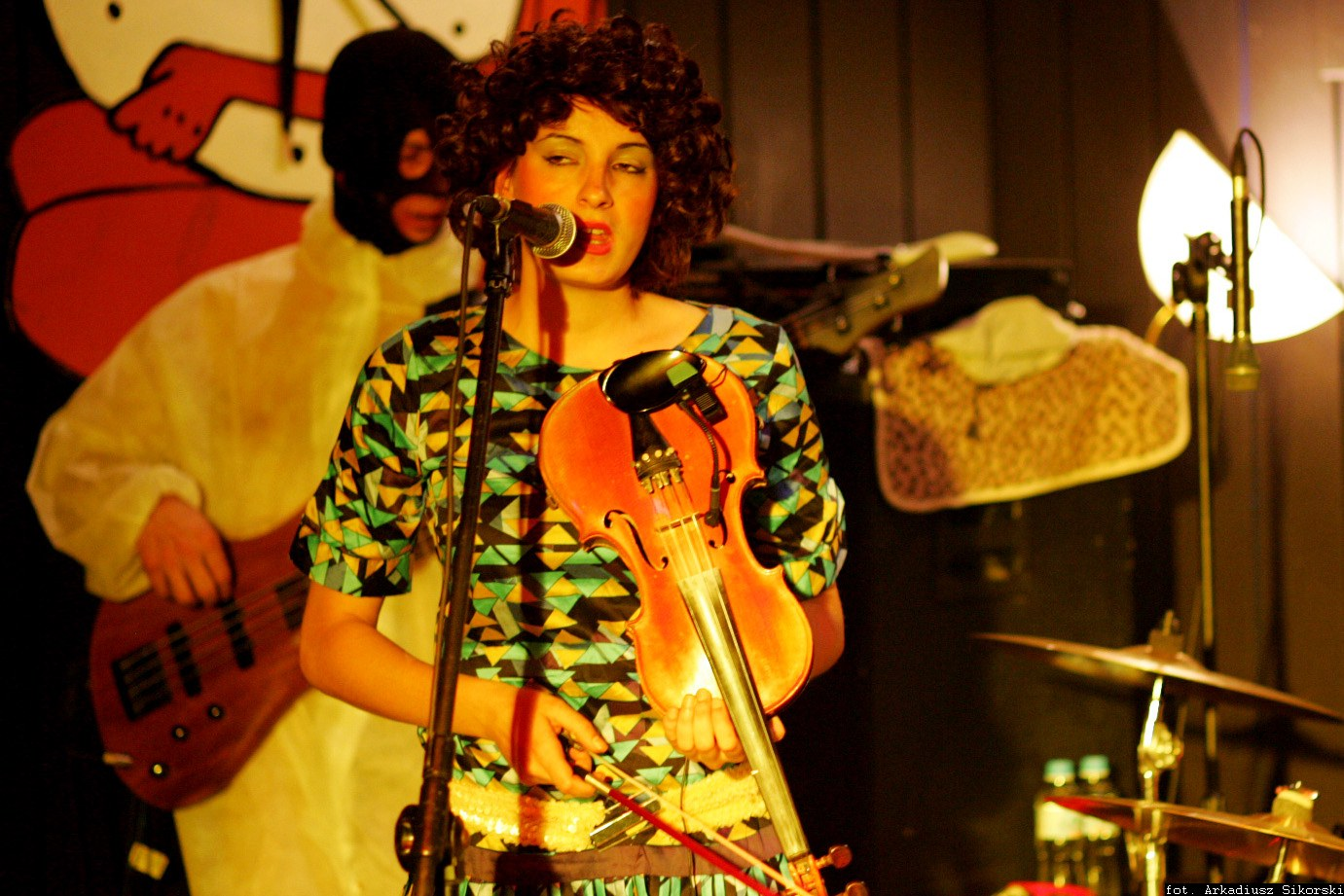
Magdalena „Karotka” Turłaj podczas koncertu w Gorzowie Wielkopolskim w 2008

W styczniu 2007 grupa wystąpiła w rodzimym mieście podczas lokalnego finału Wielkiej Orkiestry Świątecznej Pomocy. W marcu Król został stypendystą prezydenta Gorzowa w dziedzinie muzyki. Debiutancki album długogrający, Kawałek Kulki, ukazał się 9 listopada 2007 nakładem Luna Music. Płyta, na której znalazło się 14 utworów, zebrała w większości pozytywne recenzje. Marek Świrkowicz na łamach Teraz Rocka napisał:

Muzyka, jaką serwuje na swoim debiucie Kawałek Kulki jest dokładnie taka, jak nazwa zespołu: surrealistyczna, delikatnie absurdalna, przywołująca magiczną atmosferę dziecięcych harców, a przy tym intrygująca i pomysłowa. [...] Kawałek Kulki raz brzmi folkowo, innym razem rockowo albo jazzowo, ale przede wszystkim – brzmi naturalnie. I chwała mu za to

Marcin Komsta, redaktor portalu relaz.pl, stwierdził:

Kawałek pozytywnej, miejscami sympatycznie zakręconej muzyki. Dużo dobrych piosenek na jednej płycie i potencjalnych „przebojów”, choć raczej niekoniecznie radiowych. Naprawdę warto posłuchać.

Jednocześnie pojawiły się zarzuty o monotonność. Recenzentka Ewa Kuba na stronach gery.pl napisała:

Im dłużej słucha się Kawałka Kulki tym bardziej jednostajne, monotonne stają się kolejne następujące po sobie melodie. Brzmi to dość jednorodnie zważywszy na fakt, że przecież w grupie drzemie ogromny potencjał daje to efekt odwrotny od zamierzonego. Jakieś przekombinowanie się tu wkrada, może nadmiar środków wyrazu.

5 grudnia grupa wystąpiła w studiu koncertowym S-1 Polskiego Radia Szczecin prezentując materiał z nowej płyty. W sierpniu 2008 Kawałek Kulki zagrał w pierwszym dniu na scenie leśnej na mysłowickim Off Festivalu. Od maja 2009 grupa pracuje nad drugą płytą, udostępniając jednocześnie na portalu Myspace utwór „Noc poza domem”. Premiera zapowiadana jest na jesień 2009.
W lipcu 2009 utwór „Bajka”, powstały na podstawie wiersza Tadeusza Gajcego, znalazł się na albumie Gajcy wydanym w hołdzie w 65 rocznicę śmierci poety. Oprócz zespołu na albumie pojawili się także m.in. Kazik Staszewski, Pogodno, Maleo Reggae Rockers, Pustki, Dezerter oraz Lech Janerka. Ponadto większość muzyków wystąpiła 25 lipca w Parku Wolności Muzeum Powstania Warszawskiego na koncercie prezentującym materiał z płyty.

## Muzycy

### Obecny skład zespołu
- Magdalena Turłaj – skrzypce, śpiew
- Błażej Król – gitara elektryczna, śpiew
- Maciej Parada – gitara basowa
- Jacek Szmytkowski – perkusja

### Byli członkowie zespołu
- Paweł Turłaj – perkusja
- Bartosz „Niedźwiedź” Matuszewski – perkusja
- Karol Wiśniewski – perkusja
- Jacek Dębicki – perkusja
- Piotr Kozaryn – gitara basowa

## Dyskografia
- Wybucha bomba (EP, 2003)
- Wyprawa w poszukiwaniu raf koralowych rzeki Warty z Kawałkiem Kulki w kieszeni (EP, 2004)
- Radio Wieprzyce (EP, 2005)
- Kawałek Kulki (2007)
- Noc poza domem/error (2010)

### Wydawnictwa, na których znalazły się utwory zespołu
- Nadzieja Lubuskiej Sceny 2004 (Radio Zachód, 2004)
- Trzymaj z nami cz. 2 (Polskie Radio S.A., 2006)
- Radio Lampa 4 (Lampa, 2006)
- Gajcy (Muzeum Powstania Warszawskiego, 2009)